# Ouigo
Ouigo est le nom du service commercial ferroviaire à petit prix de la Société nationale des chemins de fer français (SNCF). Il est lancé en France en plusieurs étapes : d'abord avec des rames TGV (spécialement réaménagées) le 2 avril 2013, puis avec des trains classiques les 11 avril 2022 (pour les liaisons nationales) et 19 décembre 2024 (pour la relation avec la Belgique, dans le cadre d'une collaboration internationale avec la SNCB). La marque est aussi déployée en Espagne à partir du 10 mai 2021 (en utilisant des TGV), par le biais d'une filiale créée ad hoc.
Ce service répond à une segmentation du marché (la marque haut de gamme TGV inOui, dévoilée en 2017, s'inscrit également dans cette logique). Sa tarification se rapproche de celles de l'autocar et du covoiturage, tandis que le niveau de service est similaire à l'avion (en particulier à bas coûts) avec des délais de présence obligatoire avant le départ et des options payantes (telles que le Wi-Fi dans les TGV).

## Histoire

### Lancement et fonctionnement

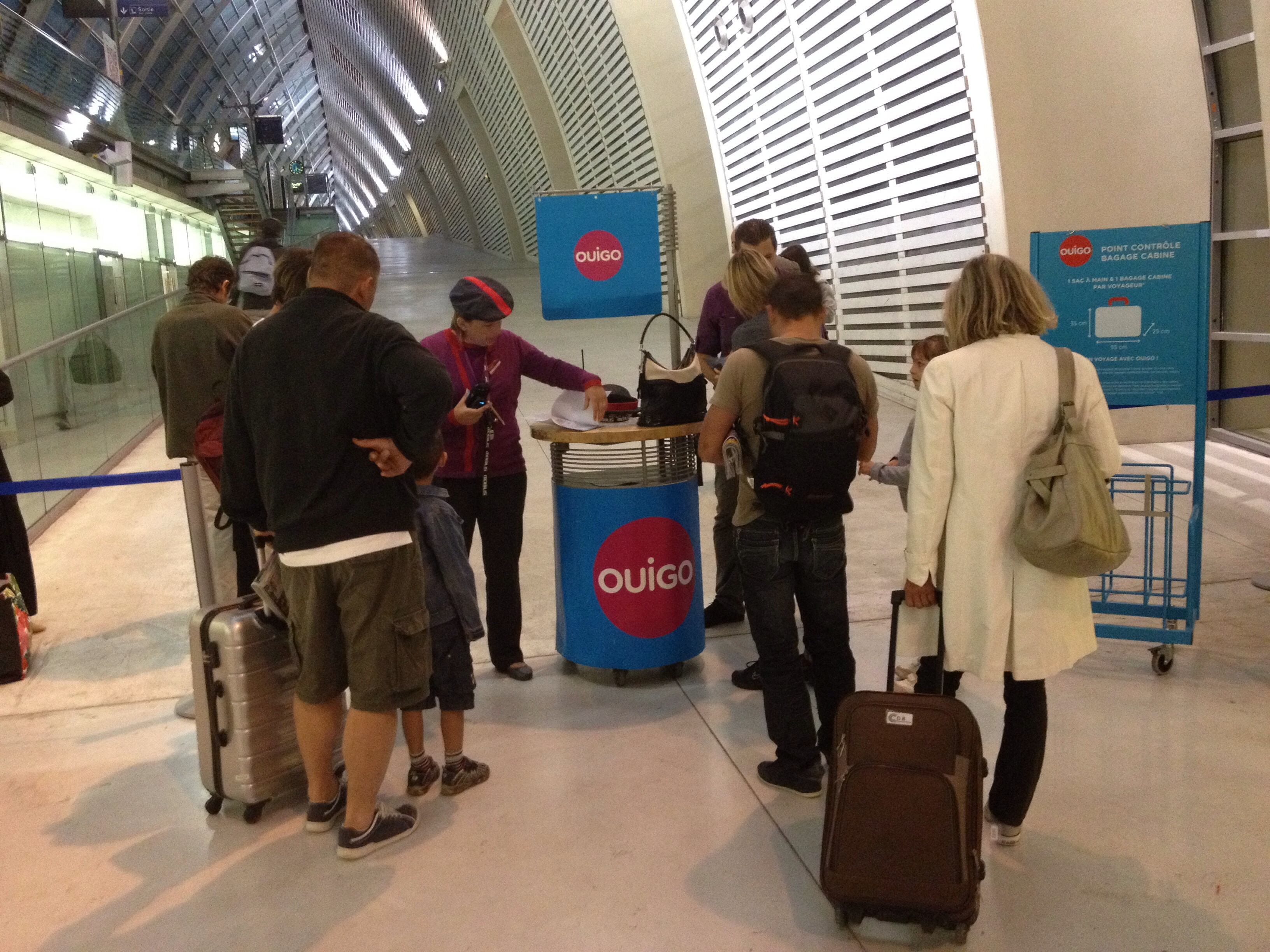
Contrôle des billets avant l'embarquement, en gare d'Avignon TGV.

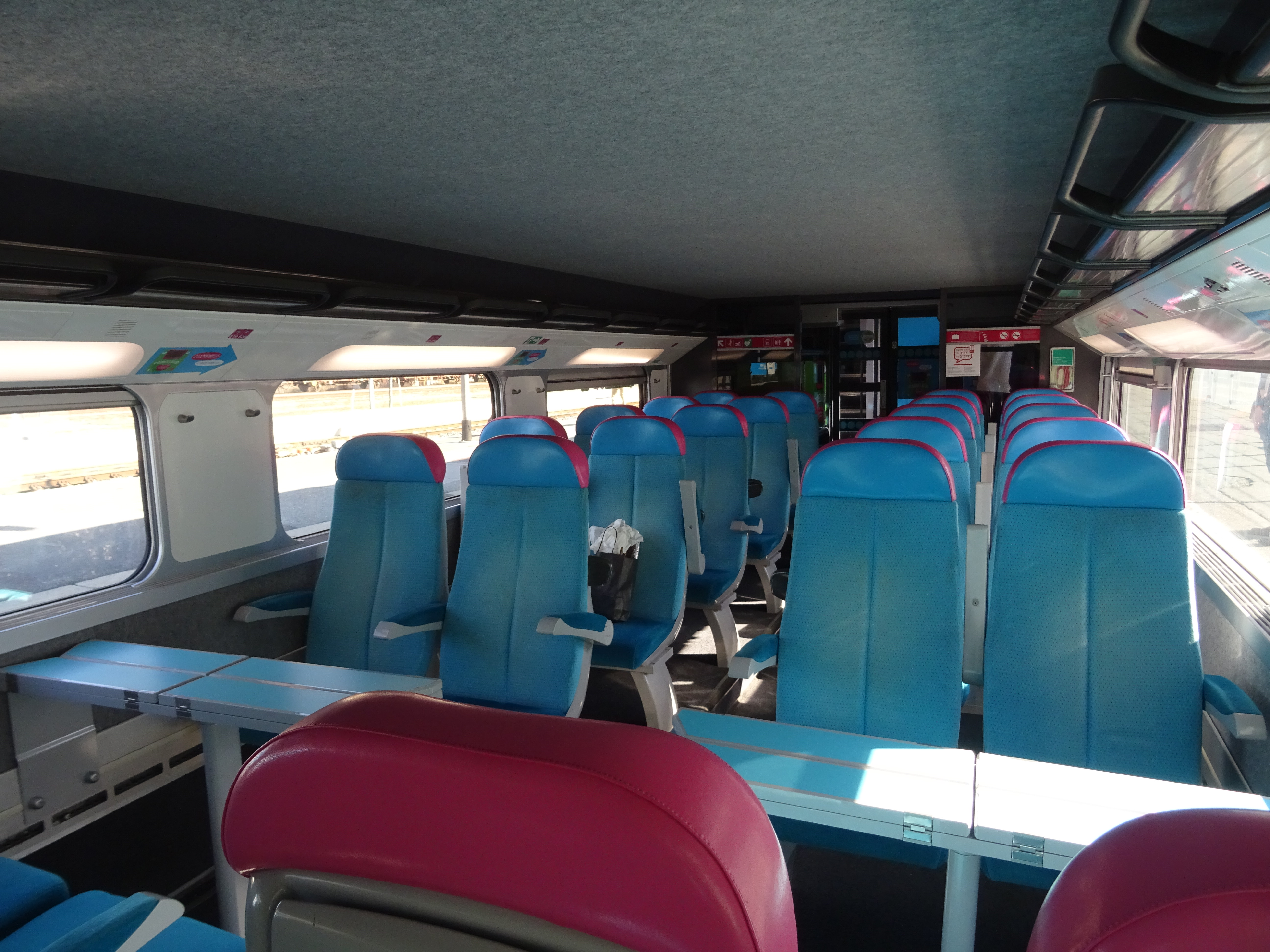
Intérieur d'une rame TGV Ouigo, au niveau inférieur.

Lancée par la SNCF le 2 avril 2013 sur les liaisons entre Marne-la-Vallée et Marseille ou Montpellier (via Lyon-Saint-Exupéry), l'offre Ouigo, inspirée des compagnies aériennes low cost, est présentée dans un contexte de crise économique, qui avait conduit à une baisse de la fréquentation et de la rentabilité des TGV classiques en 2012. Les titres de transport ne sont disponibles qu'en ligne, sur le site officiel Ouigo, mais aussi les sites partenaires : SNCF Connect (principal site commercial de la SNCF), Trainline ou encore Kombo ; néanmoins, les billets peuvent également être achetés en agences de voyages depuis l'été 2024.
Comme dans les compagnies aériennes à bas prix, le transport d'un bagage supplémentaire est payant au-delà d'une valise et d'un sac par passager (en outre, la taille maximale d'un bagage doit être de 55 × 35 × 25 cm, afin de pouvoir être mis sous le siège). De même, les titres de transports (imprimables quatre jours avant le départ) sont contrôlés avant la montée dans le train ; cela implique pour les clients de devoir se présenter au plus tard cinq minutes avant le départ du train. L'utilisation de l'outil de production est maximisée : les trains circulent en moyenne 13 heures par jour, soit le double des TGV classiques, et sont entretenus uniquement la nuit. Les trains offrent 20 % de places en plus en supprimant la première classe et la voiture-bar, et en utilisant un type de sièges moins larges. Le coût de production d'une place dans un TGV Ouigo est donc 50 % moins élevé que celui d'une place dans un TGV classique. Ce principe a des conséquences sur le fonctionnement des équipements de confort ainsi que la propreté, d'autant plus qu'il n'y a pas assez de rames de réserve pour prendre le temps de traiter efficacement les problèmes ; la sécurité des circulations est de surcroît remise en question par les syndicats (à la suite d'un incident grave concernant les essieux d'une rame TGV en novembre 2024), tandis que SNCF Voyageurs se veut rassurante.
Contrairement à iDTGV (dissoute fin 2017), Ouigo n'est pas une filiale indépendante, mais constitue un service spécifique au sein de la maison-mère SNCF, plus précisément la branche Voyages SNCF. Pour les cheminots travaillant pour la marque Ouigo, des conditions de travail spécifiques ont toutefois été négociées, sans pour autant modifier leur statut (il n'y a d'ailleurs aucune particularité concernant les conducteurs, si ce n'est qu'ils s'occupent du dégarage des rames et de les amener au nettoyage, contrairement à leurs collègues dans la majorité des cas).
Selon la chercheuse en sciences sociales Dominique Memmi, Ouigo réintroduirait implicitement un service de « troisième classe qui ne dit pas son nom », en proposant une prestation qualifiée de minimale. Bien que ce service ait fait perdre des passagers aux TGV « premium » (désormais exploités sous la marque TGV inOui), il permet à la SNCF de mieux occuper le terrain face à la concurrence intermodale (avion, covoiturage, autocars) mais aussi intramodale. De surcroît, il s'avère que les TGV inOui et les trains Ouigo sont complémentaires, les premiers circulant surtout aux heures de pointe, pour transporter la clientèle professionnelle (généralement peu sensible au prix, mais il lui arrive d'utiliser Ouigo), tandis que les seconds sont plutôt positionnés en dehors de ces périodes, pour les voyageurs de loisirs (qui portent surtout leur attention au coût) ; la fréquence de chaque service est en outre adaptée aux destinations desservies, selon des variables sociodémographiques (notamment la taille des villes et leur pyramide des âges) et l'importance de la concurrence intermodale précitée. In fine, cela améliore les profits de l'entreprise ferroviaire.
En 2024, Ouigo est classée 25e sur 27 (bien qu'elle arrive à la 2e place pour le seul critère des prix) dans le classement des compagnies ferroviaires européennes établi par l'organisation Transport & Environnement.

### Extensions du réseau
Des liaisons supplémentaires sont créées le 13 décembre 2015 : de Tourcoing (dans la métropole de Lille) à Lyon-Perrache, Nantes et Rennes, avec des arrêts dans des gares intermédiaires du parcours.
La SNCF lance une liaison vers Strasbourg le 2 juillet 2017, ainsi qu'une autre vers Bordeaux à la même date, le tout à partir de Roissy, Marne-la-Vallée et Massy.
En outre, le service Ouigo est également disponible au départ ou à destination des gares principales de Paris, pour attirer une clientèle supplémentaire. C'est déjà le cas de Paris-Montparnasse-Vaugirard, depuis le 10 décembre 2017 (puis les halls 1 et 2 de Paris-Montparnasse au lieu de Vaugirard, depuis décembre 2018). Paris-Est est à son tour desservie à partir du 7 juillet 2018 ; depuis cette dernière, les trains atteignent, outre Strasbourg (initialement desservie depuis Roissy), Metz, Nancy (dont la desserte est néanmoins supprimée en décembre 2021) et Colmar (desserte également arrêtée en décembre 2021). Depuis le 9 décembre de la même année, le service utilise aussi Paris-Gare-de-Lyon (en ajoutant la destination de Nice) et, par ailleurs, Lille-Flandres (en plus de Tourcoing).
Enfin, une relation Paris-Montparnasse – Toulouse est mise en place le 6 juillet 2019.
Depuis le 15 décembre 2019, Paris-Gare-de-Lyon est également le point de départ d'allers-retours vers les deux gares de Nîmes et de Nîmes-Pont-du-Gard, ainsi que les deux gares de Montpellier-Saint-Roch et de Montpellier-Sud-de-France ; à cela s'ajoute Lyon-Perrache (via Lyon-Part-Dieu), depuis le 4 juillet 2020.
À partir du 17 décembre 2020, une relation hivernale entre Aéroport Charles-de-Gaulle TGV et Marne-la-Vallée-Chessy, d'une part, et Bourg-Saint-Maurice, d'autre part, est mise en place (pour l'Île-de-France, elle est toutefois reportée à Paris-Gare-de-Lyon le 15 décembre 2022) ; elle dessert les gares de Lyon-Saint-Exupéry, Grenoble, Albertville, Moutiers-Salins-Brides-les-Bains et Aime-La Plagne,,.
Le 27 mars 2023, Ouigo atteint, depuis Paris, Perpignan (via Sète, Agde, Béziers et Narbonne), dans le prolongement de la desserte de Montpellier.
Le 10 décembre 2023, une nouvelle relation entre Aéroport Charles-de-Gaulle 2 TGV et Toulon est créée ; elle dessert les gares de Marne-la-Vallée-Chessy, Lyon-Saint-Exupéry et Aix-en-Provence TGV.
En décembre 2025, la liaison Paris – Hendaye (via Dax, Bayonne, Biarritz et Saint-Jean-de-Luz) sera lancée. Il est aussi projeté de créer une relation entre Paris-Nord et Lille-Flandres.

#### Ouigo Train Classique

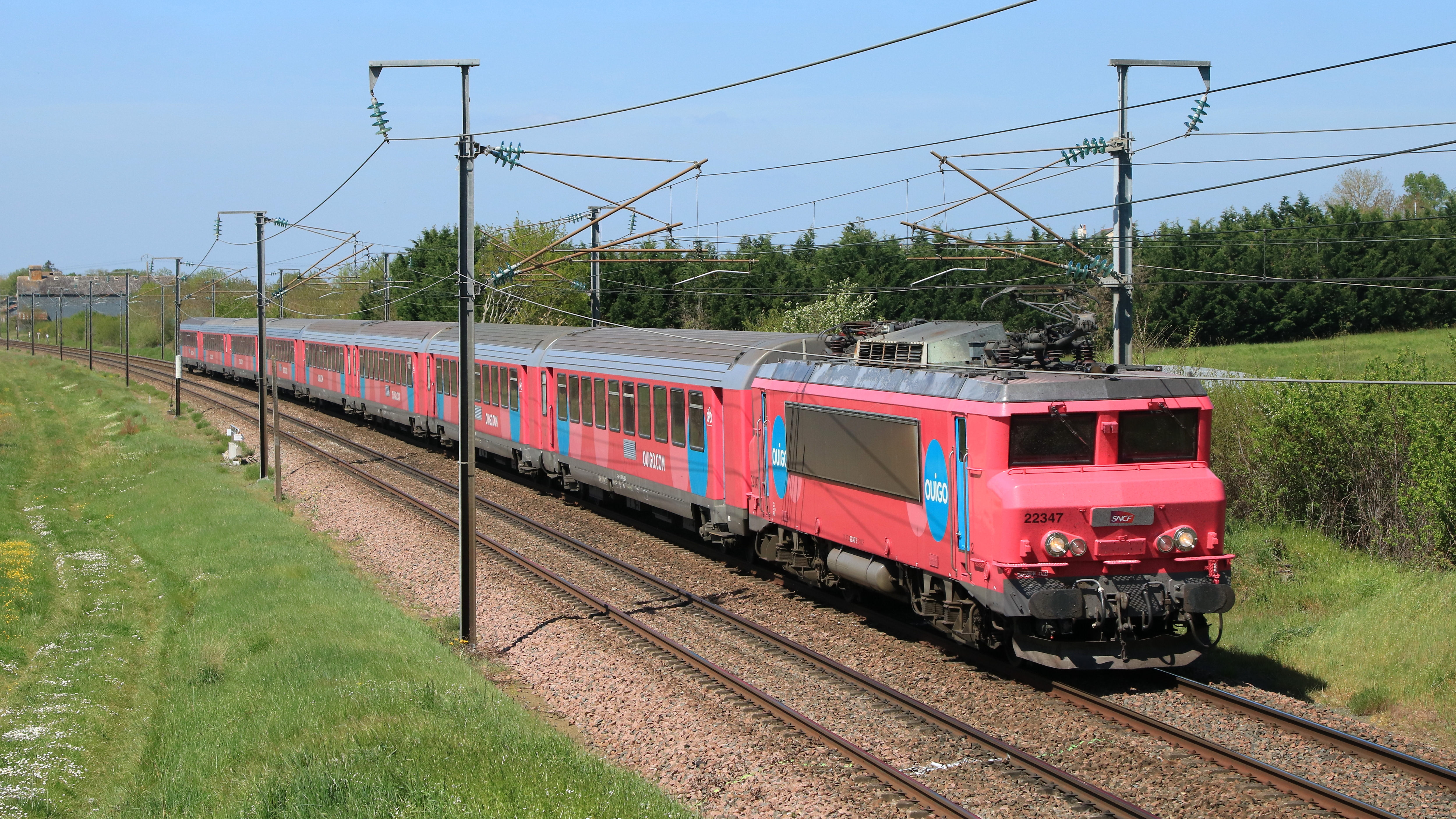
Rame Ouigo Train Classique sur la ligne de Tours à Saint-Nazaire, près de Saint-Georges-sur-Loire.

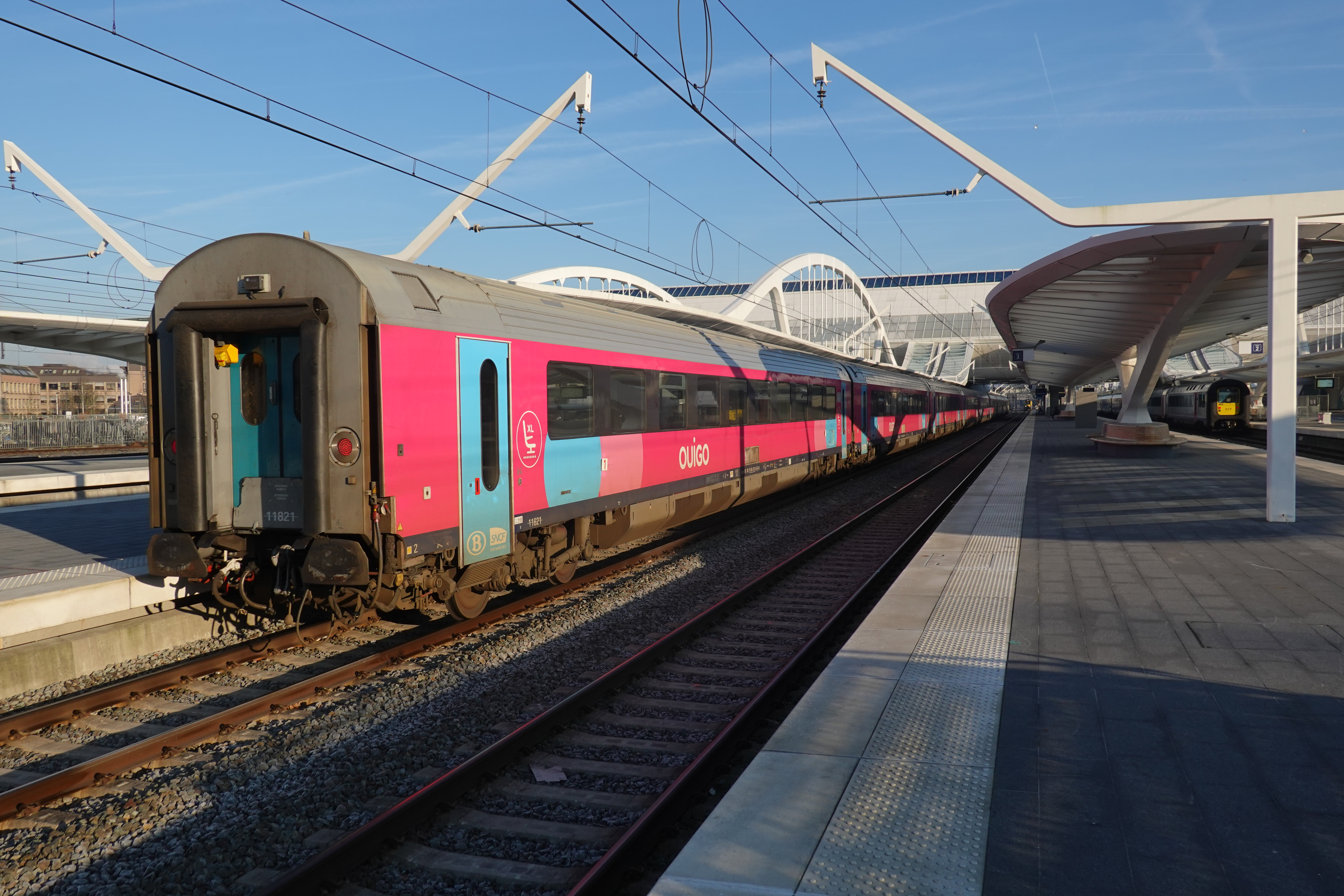
Rame Ouigo Train Classique, en gare de Mons.

Depuis le 11 avril 2022, la filiale, à 100%, « Oslo » (signifiant « Offre de services librement organisés ») de SNCF Voyageurs exploite une offre ferroviaire dénommée Ouigo Train Classique. Cette nouvelle offre succède au service Intercités 100 % Éco, supprimé en décembre 2020. Proposant uniquement la seconde classe, ces trains effectuent d'abord les liaisons Paris-Bercy – Lyon-Perrache via Dijon-Ville et Paris-Austerlitz – Nantes via Chartres ou Les Aubrais,. Le prix du billet, là encore vendu uniquement sur Internet, oscille entre 10  et   49 euros.
En novembre 2022, des extensions du réseau Ouigo Train Classique (dessertes de Lille-Flandres, Bruxelles-Midi, Rennes, Bordeaux-Saint-Jean et Marseille-Saint-Charles) sont envisagées par SNCF Voyageurs, compte tenu du succès commercial rencontré par le service (mais également pour mieux concurrencer l'utilisation de la voiture). La liaison Paris-Austerlitz – Rennes, via Chartres, est donc ajoutée le 5 avril 2024. Par contre, la relation entre Paris et Lyon est supprimée en décembre de la même année à cause d'une rentabilité insuffisante, mais aussi en raison d'importants travaux menés par SNCF Réseau qui limitaient déjà les périodes de circulations aux week-ends ; le matériel roulant est alors redéployé sur les liaisons Paris – Nantes et Paris – Rennes (cette dernière étant d'ailleurs renforcée par un deuxième aller-retour),.
Exploitée conjointement avec la Société nationale des chemins de fer belges (SNCB), la liaison internationale — ce qui constitue une première pour Ouigo — entre Paris-Nord et Bruxelles-Midi, effectuée en trois heures via Creil, Aulnoye-Aymeries et Mons, est lancée le 19 décembre 2024,, ; un arrêt à Saint-Quentin doit être ajouté à partir du 13 avril 2025. Pour cette relation, le prix du billet varie entre 10  et   59 euros. Le personnel qui y est affecté n'est pas celui d'Oslo, mais provient de la SNCB ou de la filiale « Trains Spéciaux » de la SNCF. Cela permet de réintroduire un service ferroviaire à bas coûts entre les capitales française et belge, qui avait déjà existé entre avril 2016 et juillet 2022 avec les trains de la marque Izy.

### Déploiement de la marque en Espagne

Carte des lignes et des gares espagnoles desservies.

En septembre 2020, une annonce dévoile la création d'une ligne entre Madrid et Barcelone. Cette ligne assurera, dans un premier temps, cinq allers-retours quotidiens entre la gare de Madrid-Atocha et celle de Barcelone-Sants, avec des arrêts intermédiaires à Saragosse-Delicias et Tarragone. Ce service n'est pas exploité directement par la SNCF, mais par sa filiale espagnole Ouigo España ; le montant des investissements s'élève à 600 millions d'euros.
Contrairement aux trains Ouigo en France, les rames espagnoles sont équipées d'une voiture-bar appelée « Ouibar », ainsi que d'une première classe accessible avec l'option « Ouigo Plus », tout en proposant des tarifs plus bas que dans les AVE (dont le positionnement a toujours été haut de gamme) de la Renfe. Cette dernière réagit en créant Avlo, pour concurrencer Ouigo.
Le lancement de la première ligne, initialement prévu pour décembre 2020, a été repoussé à mars puis, finalement, à mai 2021 à cause de la pandémie de Covid-19,. Depuis le 10 mai 2021, cinq allers-retours Ouigo sont effectivement mis en place sur la liaison Madrid – Barcelone, après la circulation d'une rame inaugurale le 7 mai. Le réseau s'étend ensuite à la relation entre Madrid-Chamartín et Valence (en octobre 2022), puis atteint Alicante (en avril 2023), Valladolid (en avril 2024) et Murcie (en septembre 2024),. L'Andalousie (Cordoue, Séville et Malaga) est desservie à partir du 16 janvier 2025.
En Espagne, plusieurs années après l'ouverture à la concurrence, l'entreprise Ouigo España a une part de marché de plus de 20 %

## Matériel roulant

### TGV Ouigo

#### En France

Rame TGV Ouigo, en gare de Lyon-Saint-Exupéry TGV.

Le matériel affecté au service Ouigo est constitué de rames TGV à deux niveaux dédiées, constituées de motrices de la génération Dasye, et de voitures de la première génération des TGV Duplex aménagées pour pouvoir transporter 20 % de passagers en plus (une rame Ouigo en unité simple peut en effet contenir 634 voyageurs, contre 510 sur une rame standard). Ce gain en capacité est rendu possible par moins d'espace pour les bagages, l'absence de première classe et de voiture-bar, et par l'utilisation d'un autre type de sièges,. En 2024, le réseau dispose de 38 rames ; douze rames supplémentaires (dont l'aménagement intérieur, appelé « Tango », intègrera un nouveau type de siège permettant une capacité unitaire de 653 places, des prises électriques et USB, ainsi que huit crochets à vélo (soit seize pour les rames couplées), sont prévues entre 2025 et 2027.
Les rames Ouigo sont entretenues la nuit dans les technicentres SNCF de Lyon-Gerland, de Marseille, de Châtillon, du Landy (Saint-Denis) et de Tourcoing, ainsi que dans le technicentre Est Européen (implanté sur les communes de Pantin et de Bobigny).

#### En Espagne

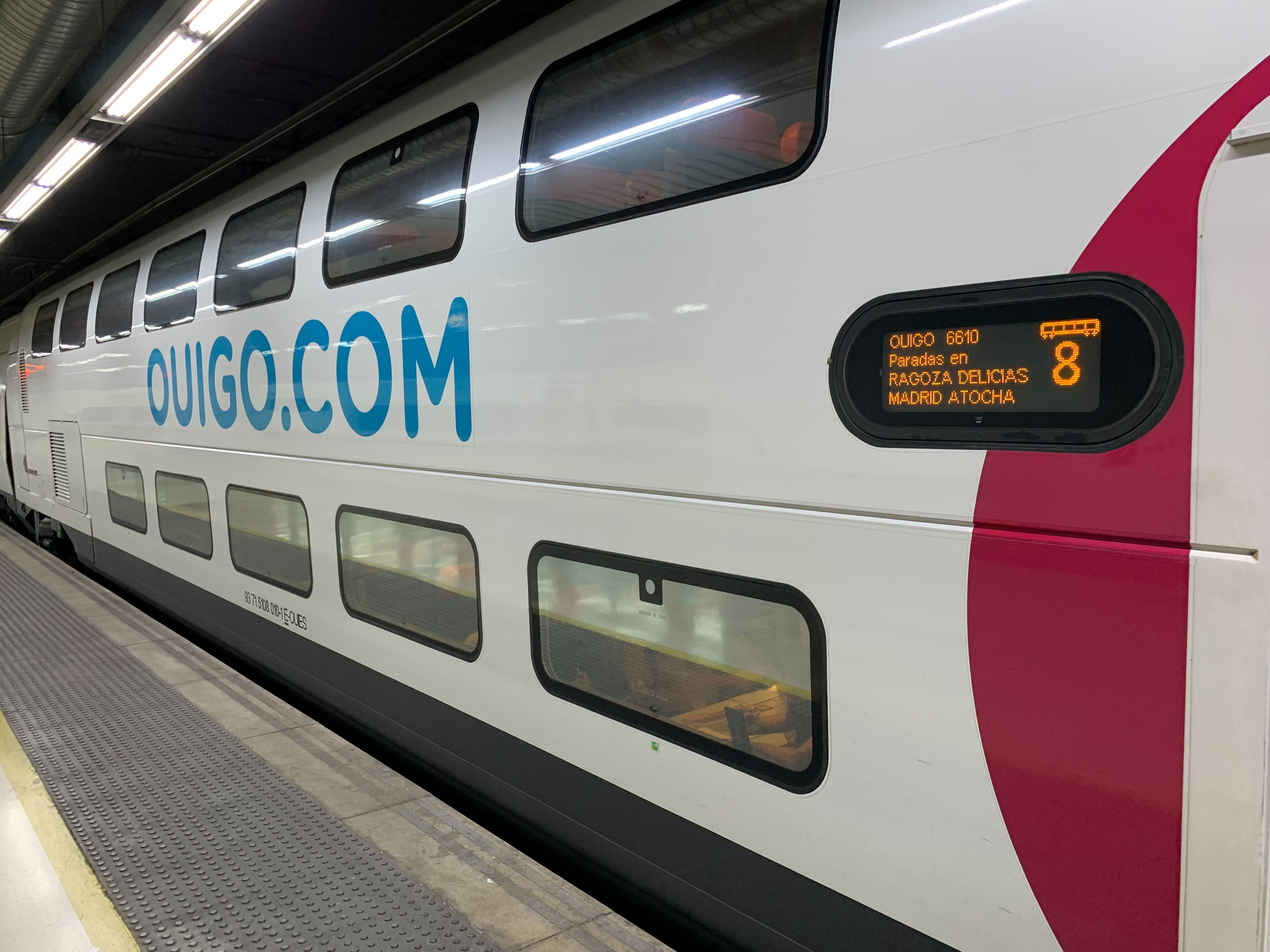
Rame TGV Ouigo, en gare de Barcelone-Sants.

Le service est assuré par des rames Euroduplex spécifiques, dont le nombre devrait à terme atteindre 14. Ces rames ont été prélevées dans le parc de la SNCF (série 800), puis rendues aptes à rouler sur le réseau de l'ADIF ; elles sont partiellement réaménagées, tout en conservant la voiture-bar et la première classe. Elles sont basées à Cerro Negro, dans la banlieue sud de Madrid, et sont entretenues par Alstom sur trois sites de la Renfe.

### Ouigo Train Classique

#### En France (liaisons nationales)
Le service utilise neuf locomotives BB 22200 et 36 voitures Corail,. Chaque train, comportant huit de ces voitures (qui sont toutes de seconde classe), permet de transporter jusqu'à 640 voyageurs,.

#### Entre la France et la Belgique (liaison internationale)
La relation Paris-Nord – Bruxelles-Midi utilise trois rames composées chacune de huit voitures I11 (pelliculées Ouigo), tractées par des locomotives de la série 18, ces matériels appartenant à la SNCB,.

## Résultats

### France
Entre avril 2013 et avril 2014, deux millions et demi de personnes ont voyagé dans un train Ouigo (la barre des deux millions de billets vendus a été atteinte en février 2014).
Début septembre 2015, la direction indique que le seuil de rentabilité est atteint, et que trois millions et demi de passagers ont déjà été transportés.
Pour 2016, la SNCF annonce avoir transporté 5,1 millions de voyageurs. L'offre représente désormais 5 % du trafic des TGV, dont 15 % sur la ligne Marseille – Paris. De plus, sa direction indique que 40 % des passagers n'auraient pas voyagé si Ouigo n'avait pas existé. Selon les prévisions de la SNCF, la barre des 7 millions devait être franchie en 2017 grâce aux nouvelles dessertes de Bordeaux et Strasbourg. Ce chiffre a effectivement été dépassé en 2017 avec 7,5 millions de voyageurs transportés. En 2018, la croissance du trafic s'est poursuivie pour atteindre 11,6 millions de passagers.
Au début de 2017, les trains Ouigo sont remplis en moyenne à 88 %, soit vingt points de plus que les TGV classiques. L'objectif de la SNCF est alors que la part de Ouigo dans le trafic des TGV atteigne 25 %, représentant 25 millions de passagers, à l'horizon 2020.
Le chiffre d'affaires de Ouigo dépasserait un milliard d'euros en 2022, d'après le cabinet Asterès. En avril 2023, Ouigo a transporté plus de 110 millions de voyageurs depuis son inauguration effectuée dix ans auparavant.
En 2027, Ouigo devrait transporter 33 millions de clients, représentant 30 % du trafic réalisé par les trains à grande vitesse de la SNCF.

#### Ouigo Train Classique
Entre 2022 et 2024, 3,5 millions de voyageurs ont emprunté les trains de ce réseau.

### Espagne
En 2023, l'activité enregistre une augmentation de 53 % du nombre de voyageurs (atteignant 4,6 millions), qui ont engendré une croissance de 31 % des revenus (s'établissant à 139 millions d'euros). Cependant, en raison de la guerre des prix créée par une forte concurrence, les pertes sont en hausse de 17 % (qui représentent ainsi 42,7 millions d'euros).
Les pertes cumulées atteignent d'ailleurs 121 millions d'euros. Eu égard aux prix bas pratiqués par Ouigo malgré les pertes, la Renfe estime qu'il s'agit d'une concurrence déloyale.